# Бумтанг (язык)
Бумтанг (дзонг-кэ: བུམ་ཐང་ཁ ; вайли: Bum-thang-kha; также: бумтам, бумтан-кэ, бумтанг-кха, бумтанп и др.) — один из языков Бутана. Распространён в центральной части страны, в районе Бумтанг и некоторых прилегающих районах. Подразделяется на диалекты: ура, танг, чогор и чунма. Некоторые северные диалекты кхонг и некоторые южные диалекты бумтанг скорее всего являются взаимопонятными. Другие наиболее родственные языки — дзонг-кэ, адап, цангла, курто-кха, ньен-кха, понимаемость с которыми составляет от 40 до 77 %. Численность носителей по данным на 2006 год составляет 36 500 человек. В качестве письменности используется тибетское письмо.